# Enoplognatha gramineusa
Enoplognatha gramineusa là một loài nhện trong họ Theridiidae.
Loài này thuộc chi Enoplognatha. Enoplognatha gramineusa được Chuandian Zhu miêu tả năm 1998.